# Real Zaragoza 1993-1994
Questa voce raccoglie le informazioni riguardanti il Real Saragozza nelle competizioni ufficiali della stagione 1993-1994

## Rosa
| N. |                      | Ruolo | Calciatore               |
| -- | -------------------- | ----- | ------------------------ |
| 1  | Spagna (bandiera)    | P     | Andoni Cedrún            |
| 2  | Spagna (bandiera)    | D     | Alberto Belsué           |
| 3  | Spagna (bandiera)    | D     | Jesús Ángel Solana       |
| 4  | Spagna (bandiera)    | D     | Xavier Aguado            |
| 5  | Argentina (bandiera) | D     | Fernando Gabriel Cáceres |
| 6  | Spagna (bandiera)    | C     | Santiago Aragón          |
| 7  | Uruguay (bandiera)   | C     | Gustavo Poyet            |
| 8  | Spagna (bandiera)    | C     | Jesús García Sanjuán     |
| 9  | Spagna (bandiera)    | A     | Francisco Higuera        |
| 10 | Argentina (bandiera) | A     | Juan Eduardo Esnáider    |
| 11 | Spagna (bandiera)    | A     | Miguel Pardeza           |
| 12 | Spagna (bandiera)    | P     | Juan Miguel García       |

| N. |                      | Ruolo | Calciatore                     |
| -- | -------------------- | ----- | ------------------------------ |
| 13 | Spagna (bandiera)    | C     | Nayim                          |
| 14 | Spagna (bandiera)    | C     | José Aurelio Gay               |
| 15 | Spagna (bandiera)    | C     | Iñigo Lizarralde               |
| 16 | Spagna (bandiera)    | A     | Moisés García                  |
| 17 | Spagna (bandiera)    | P     | Francisco Javier Sánchez Broto |
| 18 | Argentina (bandiera) | C     | Darío Javier Franco            |
| 19 | Spagna (bandiera)    | D     | Esteban Gutiérrez              |
| 20 | Spagna (bandiera)    | D     | Sergi López Segú               |
| 21 | Spagna (bandiera)    | D     | Pedro Fuertes                  |
| 22 | Spagna (bandiera)    | A     | Jesús Seba                     |
| 23 | Spagna (bandiera)    | D     | Narcís Julià                   |

## Risultati

### Coppa del Re

#### Terzo turno
| Arbitro: | Miguel Ángel Marín López |

|                 |           |           |
| Larrarte 5’ 44’ | Marcatori | 48’ Poyet |

| Arbitro: | José Francisco Pérez Sánchez |

|                                                                        |           |  |
| Esnáider 18’ 41’ Pardeza 23’ Sanjuán 28’ Moisés 48’ Gay 50’ Aragón 51’ | Marcatori |  |

#### Quarto turno
| Arbitro: | Antonio Martín Navarrete |

|  |           |                        |
|  | Marcatori | 42’ Poyet 62’ Esnáider |

| Arbitro: | Juan Ansuategui Roca |

|             |           |             |
| Sanjuán 28’ | Marcatori | 72’ Ziganda |

#### Quinto turno
| Arbitro: | García Aranda |

|             |           |  |
| Higuera 42’ | Marcatori |  |

| Arbitro: | Miguel Ángel Marín López |

|                   |           |             |
| Ziober 42’ (rig.) | Marcatori | 15’ Higuera |

#### Ottavi di finale
| Arbitro: | Núñez Manrique |

|              |           |  |
| Altimira 36’ | Marcatori |  |

| Arbitro: | Alonso Gómez López |

|                                   |           |  |
| Aragón 26’ (rig.) Pardeza 34’ 87’ | Marcatori |  |

#### Quarti di finale
| Arbitro: | Díaz Vega |

|                             |           |             |
| Aragón 19’ (rig.) Poyet 64’ | Marcatori | 87’ Cortijo |

| Arbitro: | García Aranda |

|          |           |           |
| Moya 35’ | Marcatori | 85’ Poyet |

#### Semifinali
| Arbitro: | Ansuategui Roca |

|  |           |            |
|  | Marcatori | 32’ Aragón |

| Arbitro: | García Aranda |

|                                       |           |          |
| Poyet 93’ Gay 108’ Moisés 109’ (rig.) | Marcatori | 90’ Ríos |

#### Finale
| Arbitro: | Antonio Jesús López Nieto |

|                                        |                      |                                               |
| Cáceres Nayim Darío Franco Gay Higuera | Tiri di rigore 5 – 4 | Andrijašević Gudelj Dadie Losada Alejo Indias |